# Azat Sherents
Pour les articles homonymes, voir Sherents.
Azat Armenaki Sherents (en arménien : Ազատ Շերենց, né le 5 avril 1913 à Tiflis (Géorgie) et mort le 25 décembre 1993 à Erevan (Arménie), est un acteur arménien.
Il est l'un des fondateurs de la comédie cinématographique arménienne.

## Biographie
En 1931, Azat Sherents commence sa carrière d'acteur sur la scène du Sundukyan Drama Theatre à Erevan. En 1934-1937, il étudie au studio de théâtre arménien à Moscou. En 1937-1968, Sherents se produit au théâtre dramatique de Leninakan. Depuis 1968, il travaille au studio Armenfilm, jouant dans des films arméniens jusqu'à sa mort, en 1993.

## Filmographie partielle

### Au cinéma
- 1969 : Menq enq, mer sarere : Avag
- 1970 : Kak stat muzhchinoy (segment "Buba")
- 1971 : Khatabala :
- 1971 : Vystrel na granitse : l'intrus
- 1973 : Tghamardik : Vazgen
- 1973 : Hayrik : le grand-père
- 1974 : Odnoselchane : Ruben Stepanyan
- 1974 : Kseniya, lyubimaya zhena Fyodora : Suren
- 1974 : Qaos : Papasha
- 1974 : Le Raisin vert (Hndzan) : le chef de gare
- 1975 : Aystegh, ays khachmerukum : Mukuch
- 1977 : Soleil d'automne (Ashnan arev) : Andranik, le frère de Simon
- 1979 : Astghayin amar : le chef cuisinier
- 1980 : Ktor me yerkinq : le prêtre
- 1980 : Legend tzaghratzui masin :
- 1981 : Avtomeqenan taniqi vra :
- 1982 : Mi katil meghr :
- 1985 : Khndzori aygin : Sahak
- 1990 : Demqov depi pate

## Récompenses et distinctions
- (en) Azat Sherents: Awards, sur l'Internet Movie Database